# Marta Almajano
Marta Almajano (Zaragoza, 1965) es una soprano española. Fue parte de Al Ayre Español desde su fundación en 1987 hasta 2004. Como parte del grupo, ha participado en la recuperación de zarzuelas barrocas, como por ejemplo Tetis y Peleo de Juan de Roldán, Acis y Galatea de Antonio de Literes o Viento es la dicha de Amor de José de Nebra.
En la actualidad, es profesora de Canto en la Escola Superior de Música de Catalunya, en Barcelona.
Se le ha entregado premio de interpretación de la Asociación Aragonesa de Intérpretes de Música en 2003. En 2004 el Foro de Opinión La Sabina le concedió la Sabina de Plata. También ha recibido la medalla de Defensora de Zaragoza. En 2004, fue galardonada con el Premio Nacional de Música como integrante de Al Ayre Español.

## Discografía
Recitales individuales
- Del Amor... La canción romántica española. Marcial del Adalid y Gurréa, Mariano Rodríguez de Ledesma, Manuel del Pópulo Vicente García (tenor, 1755–1832), Ramón Carnicer, Lázaro Núñez-Robres. Marta Almajano (soprano), Michel Kiener (piano) Harmonia Mundi HMI 987032 2003
- Per un bacio. Música vocal del Seicento italiano. Con Luca Pianca y Vittorio Ghielmi HMI 987058
- José Martínez de Arce, Juan Hidalgo y Juan del Vado ¡Ay, dulce pena!. Tonos humanos del siglo XVII español. Juan Carlos Rivera (vihuela) HMI 987028
- Sebastián Durón, Antonio Literes, Antonio Martín y Coll, Ay Amor. Arias de Zarzuelas barrocas. Al Ayre Español Eduardo López Banzo. DHM-BMG05472 77696 2
- Música en tiempos de Goya. José Castell, Pablo Esteve y Antonio Guerrero. La Real Cámara. Emilio Moreno. Glossa GCD 920303
- Música en tiempos de Velazquez. Canciones de Juan Hidalgo y José Marín. La Romanesca. José Miguel Moreno. Glossa GCD 920201
- Las mujeres y cuerdas. Canciones de Vicente Martín y Soler, Mauro Giuliani y Fernando Sor. Con José Miguel Moreno. Glossa GCD920202
- Al alva venid. Enzina, Fuenllana, Mudarra. La Romanesca, José Miguel Moreno. Glossa GCD920203
- Luys De Narvaez: El Delfín de Música. Con Juan Carlos Rivera (vihuela). Almaviva DS-0116 1999

Conjuntos
- Juan Frances de Iribarren. Pardiobre. Cantadas y Villancicos inéditos de la catedral de Málaga. Orquesta Barroca de Sevilla. Director: Alfredo Bernardini Discos Prometeo. OBS-003
- Antonio Literes Júpiter y Semele. Zarzuela. Al Ayre Español 2CD HMI987036/37
- José de Nebra: Miserere. Al Ayre Español DHM-BMG 05472 77532 2
- Literes: Acis y Galatea. Al Ayre Español DHM-BMG 05472 77522 2
- José de Torres: Cantadas. Al Ayre Español DHM-BMG 05472 77503 2
- Antonio de Literes: Los Elementos. Al Ayre Español DHM-BMG05472 77385 2
- José de Nebra:  Viento es la dicha de Amor. Zarzuela. Ensemble Baroque de Limoges Christophe Coin. 2CD Auvidis/Valois V 4752
- Heinrich Biber: Requiem, Agostino Steffani Stabat Mater. Gustav Leonhardt DHM-BMG 05472 77344 2
- Juan de Araujo: L’or et l’argent du haut-Péru. Marta Almajano (soprano), Maîtrise Boréale, Ensemble Elyma Gabriel Garrido K617 K617038 M7 867
- Antonio de Literes, Juan Francés de Iribarren Cantadas - Mas no puede ser. Al Ayre Español DHM-BMG 05472 77325 2
- Boccherini. Aria Accademica G557. Ensemble Baroque de Limoges Astrée-Auvidis E 8517
- A century of Spanish Baroque Music. Al Ayre Español Fidelio 9205 1993